# Panacela pilosa
Panacela pilosa är en fjärilsart som beskrevs av Walker 1865. Panacela pilosa ingår i släktet Panacela och familjen Eupterotidae. Inga underarter finns listade i Catalogue of Life.